# Жребичко
Жребичко е село в Южна България. То се намира в община Брацигово, област Пазарджик.

## География
Село Жребичко се намира в Западни Родопи, в т. нар. Родопска яка на 730 м. надморска височина в пазвите на планината. Оградено от широколистни гори, от селото се открива просторна гледка към Брациговската долина. Селото е обявено за архитектурен резерват заради множеството запазени възрожденски къщи, които определят облика му и до днес.

## История
Жребичко е много старо селище. Охранявали го запазените и до днес стени на Малкото и Голямото Иванкови калета и крепостта Коринград. Най-старият документ за селото е от 1451 г., когато султан Мехмед II го включва в списъка на селата, дарени на неговия пръв везир Халил паша. Първоначално селото се е намирало на югозапад от сегашното, в местността Бачище. Името на Жребичко се свързва с красивата легенда за изгубено жребче в тежка зима, което стопаните намерили на мястото на днешната чешма. Хората постепенно се преселили в близост до чешмата заради чудесната планинска вода и мек климат.
Първите училищни помещения са били организирани в частни къщи, а след това в черковната килия, която заедно с църквата била съградена в 1850 г. В околностите на селото се намират останки на стар манастир, вероятно унищожен от турците.
Селото има богата история, свързана с Априлското и други въстания за освобождението на България. На площада на Жребичко е издигнат паметник с имената на жребичани, дали живота си в жертва на свободата. На храмовия празник Илинден в селото се прави курбан за здраве, също и автентична възстановка на събитията от Априлското въстание.

## Културни и природни забележителности
В селото има параклис, посветен на Свети Илия, построен през 1886 от Никола Кузев за здравето на сина му Стефан.